# 知立市立知立中学校
知立市立知立中学校（ちりゅうしりつ ちりゅうちゅうがっこう）は愛知県知立市広見にある公立中学校。

## 概要
1947年（昭和22年）に創立した。50周年には市をあげての盛大な行事も行なわれた。竜北中学校分立まで市内唯一の中学校だった。
生徒数は730人（2009年度）。かつてこの学校の校庭だった場所に市役所が建てられたため、道路を挟んですぐ東隣に知立市役所がある。
昭和年代に3回の増築を行なったため、一直線の廊下が160m超の長さとなっている。現在の職員室がある一角が一番古い部分で、横にどんどん増築していき長くなっていった。当初は4階建てであったが現在は3階建てになっており、屋上には大きな文字が描いてあり、飛行機から見ることができる。
グラウンドには大きなメタセコイアが生えている。

## 主な行事
- 4月 - 入学式、始業式、新入生歓迎会
- 5月 - 修学旅行（3年生）、オリエンテーション合宿（1年生）、学校保健委員会
- 6月 - 山の学習（2年生）
- 9月 - 広見祭（体育の部）
- 10月 - 英語スピーチコンテスト、広見祭（文化の部）
- 11月 - PTA芸術鑑賞会
- 12月 - 長距離継走・マラソン大会
- 2月 - 授業参観
- 3月 - 3年生を送る会、卒業式

## アクセス
- 名鉄本線 知立駅より明治用水遊歩道を東へ徒歩約15分
- 名鉄三河線 三河知立駅より徒歩約10分

## 出身者
- 鈴木政二（元参議院議員）[1]